# 武亚丁·斯塔诺伊科维奇
武亚丁·斯塔诺伊科维奇（1963年9月10日—），马其顿男子足球运动员。他曾代表南斯拉夫参加1990年国际足联世界杯。他也曾参加1988年夏季奥林匹克运动会。